# Champ des odeurs
Le champ des odeurs (en anglais : field of odors) est une structuration de l'espace des molécules odorantes pour créer un langage olfactif.
La communication olfactive est une démarche qui s'est instaurée très progressivement au cours de l'évolution des espèces (évolution de la communication olfactive). Chez l'homme, elle se fait sur la base de perceptions de molécules (chemoréception) et d'associations à des expériences mémorisées qu'elles déclenchent chez chacun de nous. Elle est de plus en plus utilisée par le marketing comme signature de produits ou de marque et son omniprésence joue un rôle social. Au-delà de cet aspect, une démarche plus rationnelle est requise pour la caractérisation des odeurs.
Ainsi, le champ des odeurs, élaboré en 1983, (v1) fournit, entre autres, une méthodologie qui permet de décrire les perceptions olfactives de manière commune, c'est-à-dire en écartant, au maximum, les évocations individuelles. Il a été créé par un chercheur à partir des résultats d'un programme de recherche sur la relation structure chimique / activité odorante de molécules présentes dans le monde odorant, conduit entre 1977 et 1983 au sein d'une équipe du CNRS (URA 401). Sa dénomination a été inspirée du "champ des étoiles" que regarde Ruth dans "Booz endormi" du recueil La Légende des siècles, de Victor Hugo.
Dans son application à la communication d'une perception olfactive entre deux personnes, cette structure va constituer le code de base utilisé en y positionnant, par la recherche des moindres distances, chacune des notes odorantes isolées par analyse olfactive, dans une bouffée odorante. Ceci permet d'établir un véritable langage qui va servir de point de départ à une indispensable éducation du nez.

## Lexique
Lexique utilisé dans cette page
- odeur (n.f.) : interprétation par le cerveau des signaux fournis par les récepteurs olfactifs lors de leur stimulation par des substances odorantes
Attention, ce terme ne doit pas être confondu avec odorant ou odorité, comme on le voit trop souvent, ce qui cause de graves confusions et des interprétations totalement erronées.
- odorant (n.m.) : toute substance susceptible d'activer un récepteur olfactif, de la simple molécule aux mélanges les plus complexes proposés par la nature ou créés par l'homme, à l'état isolé ou sur une matrice.
- odorant(e) (adj.) : capacité d'une substance à porter une odorité. Nous parlons aussi, souvent, de molécules potentiellement odorantes (MPO) pour prendre en considération le fait qu'elles peuvent ne pas être odorantes pour tout le monde compte tenu de la grande disparité des sensibilités et même des Anosmies.
- odorat (n.m.) : nous réservons ce mot au sens par lequel nous percevons les odorités.
Attention, nous entendons que le stade de la perception suppose un sens très élaboré, demandant l'intervention d'un cerveau. On ne doit pas lui assimiler d'autres chemoreceptions plus primaires, même si elles concernent, aussi, des molécules volatiles.
- odorité (n.f.) : caractère organoleptique perçu par l'odorat. Nous parlerons aussi de la note odorante pour les molécules de référence.
- olfactif(ive) (adj.) : relatif au système sensoriel de l'olfaction ; ce qui concerne les phénomènes à partir de la protéine heptahélicoîdale olfactive (Récepteur couplé aux protéines G), le récepteur présent sur les cils olfactifs.
Attention, cet adjectif est trop souvent confondu avec odorant, qui est relatif aux sources (avant l'intervention de la protéine heptahélicoïdale).
- olfaction (n.f.) : protocole de fonctionnement de l'odorat (voir ce mot), de la ventilation des neuro-récepteurs (olfaction directe, Rétro-olfaction) à la perception. Ce terme est aussi utilisé pour odorat. Voir Olfaction
- organoleptique (adj.) : qualifie une propriété d'un produit perceptible par les organes des sens (norme ISO 5492)
- osmique (adj.) : relatif à l'effet des odorants et des "odorants en devenir" sur une ambiance.
- ressenti (n.m.) : sentiments, émotions, affects, associations, valences hédoniques et souvenirs qui peuvent apparaître chez chaque sujet à la suite d'une perception. Il traduit le vécu de la personne. C'est dans ce registre que la majorité des personnes pioche des mots pour communiquer ("décrire") leurs perceptions olfactives.

## L'espace structuré
Si la recherche de relations entre la structure chimique des molécules et leur caractère odorant sait assez facilement trouver des caractéristiques chimiques bien définies, elle avait toujours buté sur le caractère odorant dont la seule connaissance passait nécessairement par l'expression de tel ou tel sujet (ou groupe de sujets) sous forme de mots traduisant l'évocation de souvenirs associés, suscitées par sa perception. Le travail effectué sur 1.396 molécules odorantes par Analyse des données (notamment analyse factorielle des correspondances) a permis de retrouver une organisation dont l'essentiel de la variance du système se retrouve sur les six premiers axes qui, pour des raisons évidentes de commodité, ont du être ramenés aux trois axes ci-dessous. (v4)

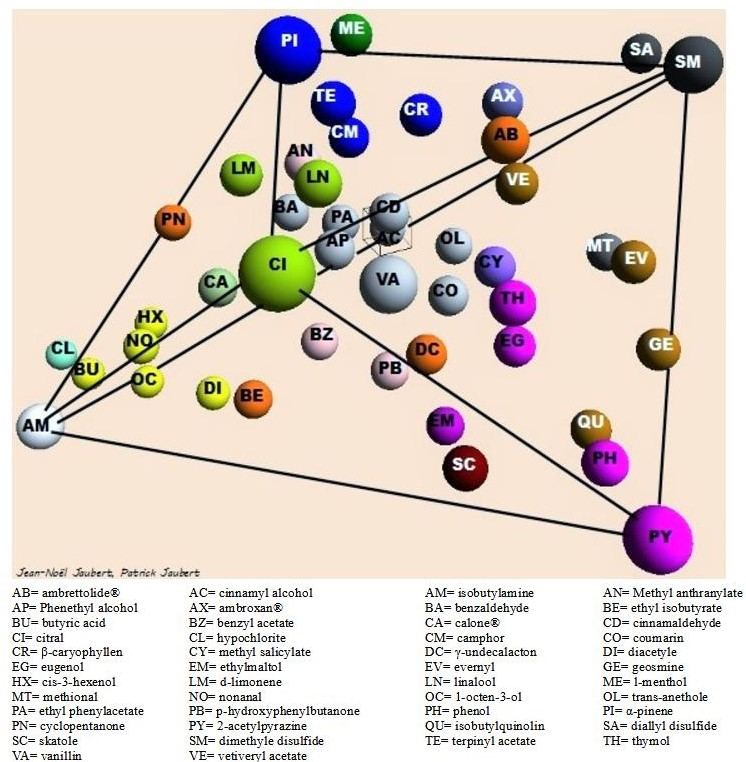
Fig 1 Structure des référents du langage "Champ des Odeurs" en trois dimensions obtenu à partir des résultats des analyses probabilistes sur les caractéristiques chimiques et odorantes de 1396 molécules (document publié dans) [Attention

Chaque molécule représentée est le cœur de chacun des nuages qui se sont individualisés dans les analyses multiparamétriques. De plus, les dispositions des molécules ont fait aussi apparaître certaines caractéristiques chimiques diverses que, manifestement, l'humanité a appris à reconnaître avec le temps. Ces notions seront valablement exploitées dans l'utilisation des méthodes d'analyse basées sur le "champ des odeurs",.
À noter que cette structure, résultat de calculs probabilistes, ne doit pas être considérée avec un regard manichéen. Elle donne un simple positionnement des molécules selon leur odorité mais il  ne s'agit surtout pas d'une n-ième classification ou catégorisation  ni même d'une (demi-)roue de plus, ni, encore moins, d'odorités devant illustrer des mots ("odeur" de fruit, de poisson, de bois, d'ordures…) comme nous l'avons vu écrit trop souvent. Elle donne les points saillants de ce qu'il ne faut pas oublier de considérer comme un continuum, tout comme l'est d'ailleurs le spectre des Couleurs qui reste plus simple (il a bien moins de dimensions).

D'autre part, si le nombre de molécules présentées constitue un standard paru alors comme optimal, dans la pratique et selon les utilisations, les jurys n'auront pas besoin de faire appel à tous ces points de repère. Cependant il faudra prendre soin de bien garder les référents nécessaires à la structure et à la vue d'ensemble du système. De même, il peut être utile d'ajouter, ponctuellement, des référents complémentaires pour avoir un meilleur éclairage de certaines zones si cela devenait nécessaire, par exemple, pour introduire des précisions indispensables ou améliorer la discrimination entre deux odorants ou deux sources mais leur nombre devra être limité au strict minimum pour éviter une dispersion des réponses des sujets ou évoluer vers un langage ésotérique. Il faudra, bien entendu, retrouver soigneusement la position de ces référents complémentaires dans la structure. À titre d'exemple, on trouvera sur le tableau, ci-dessous, un échantillon de référents qui a pu être utilisé par des riverains faisant la surveillance de la qualité odorante de l'air autour d'une zone industrielle lors d'une étude environnementale (voir §1.5.2). La sélection (codes inférieurs à 46) et la complémentation (codes au-delà de 46) de référents ont été faites, au préalable, en respectant les règles ci-dessus, par des experts qui avaient analysé les sources polluantes.

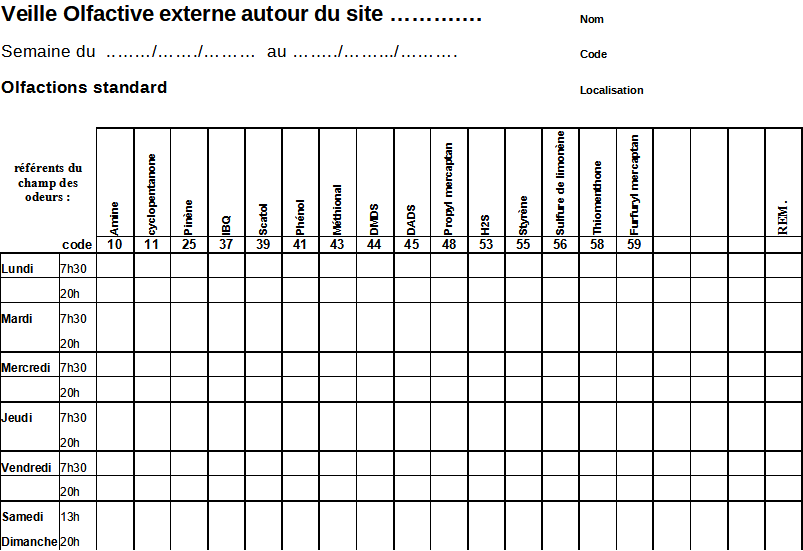
tableau 1 : Type de référents utilisés par un groupe de riverains de veille olfactive.

Par ailleurs, on ne doit pas rechercher de Synesthésie dans le choix des couleurs retenues pour la représentation ; elles n'ont qu'une commodité pédagogique. Elles proviennent de l'AFC des associations spontanées faites par un groupe de 72 enfants de classes maternelles auxquels était dispensée la découverte de l'olfaction.

## Mise en place du langage
Le programme de recherche avait clairement montré que tous les vocables qui étaient présentés, dans la littérature, comme "descripteurs" avec des statuts bien différents correspondaient, en fait, à des "évocations" : souvenirs associés, dans l'esprit d'une personne, à sa perception olfactive,. Outre que ces souvenirs sont personnels (même partagés par un petit groupe), ils sont très hétérogènes, flous, instables, pour une même sollicitation. Il est donc apparu indispensable de remplacer ce mode de communication,, en imposant un langage commun et stable qui permette d'obtenir, entre sujets, des réponses semblables pour une même stimulation.
Ainsi, pour communiquer, deux personnes doivent avoir appris un même langage. À la base d'un langage, comme le langage parlé par exemple, il est indispensable de mettre en place un codage [Signifié et signifiant ] c'est-à-dire de lier de manière biunivoque un item et un mot. Au début, la collection de ces doublets est réduite et, ainsi, le jeune enfant qui apprend à parler désigne avec justesse, peu à peu, quelques objets. Puis la collection se développe et il aura une conversation de plus en plus riche. Le développement de la communication peut alors se faire par deux voies :
- soit la personne, cherche la similarité plus ou moins parfaite et désigne chaque nouvel item par un nouveau mot (qui serait dans le cas présent, une nouvelle molécule odorante). Ceci donne un langage précis mais si dense qu'il ne peut être partagé que par des petits groupes d'initiés tendant vers l'ésotérisme.

- soit la personne se contente d'un dictionnaire plus réduit et fait des approximations dans la désignation du nouvel item en recherchant, dans ce qu'il connaît, ce qui lui paraît relativement le moins éloigné.

C'est cette seconde voie qui a été retenue, ici, pour parler odeur : elle permet, avec un nombre restreint de doublets d'être accessible à la majorité dans un domaine où l'apprentissage dans la petite enfance n'a pas eu sa place. Mais, après tout, les tout-petits n'apprennent que quatre couleurs pertinentes (bleu, vert, rouge, jaune) et ils sont tout à fait à l'aise pour décrire toutes les couleurs qu'ils rencontrent, leur vie durant, même si peu à peu il peut préciser les choses par quelques compléments. Il est vrai que l'espace perceptif des couleurs reste moins complexe que celui des odeurs [Couleur#Codes de couleurs ]. On peut se demander ce qu'aurait pu ne pas être la théorie de la trichromie de Young (1802) [Théorie de Young–Helmholtz] si on avait persévéré à dénommer les couleurs par des associations telles que couleur fruitée ou florale comme on le fait pour les odeurs.
Nombreux sont ceux qui se plaignent de ne pas pouvoir communiquer facilement leurs perceptions olfactives et envient les parfumeurs et les œnologues. Le manque d'une langue commune se fait donc sentir. Une langue se construit au moyen d'un code unique appris en commun par tous les interlocuteurs. Ce code consiste en la création d'une relation biunivoque entre un nombre limité de "signifiés", pris dans l'espace étudié et clairement identifiés et leurs "signifiants" respectifs [Signifié et signifiant]. Dans le cas présent, les signifiés sont les caractères odorants qui ne sont atteints qu'au travers de molécules données isolées référentes (tout mélange brouillerait le concept en envoyant plusieurs informations simultanées). Ils doivent avoir une parfaite stabilité c'est-à-dire être indépendants du temps, de l'espace, des circonstances et des sujets qui les reçoivent. Pour faciliter la communication, il faut s'assurer que la collection de référents recouvre bien l'ensemble de l'espace étudié et pour faciliter les travaux il est bon qu'ils soient aisément accessibles et commodes d'emploi. Une collection de molécules de pureté odorante vérifiée peut donc répondre à ces impératifs et leurs dénominations chimiques simplifiées [Nomenclature chimique] fournissent automatiquement les seuls signifiants à utiliser.
Ainsi, on comprend que la structure objective du "champ des odeurs" présentait bien les caractéristiques idéales pour fournir le codage de base de ce futur langage qui diffère totalement du vocabulaire commun.

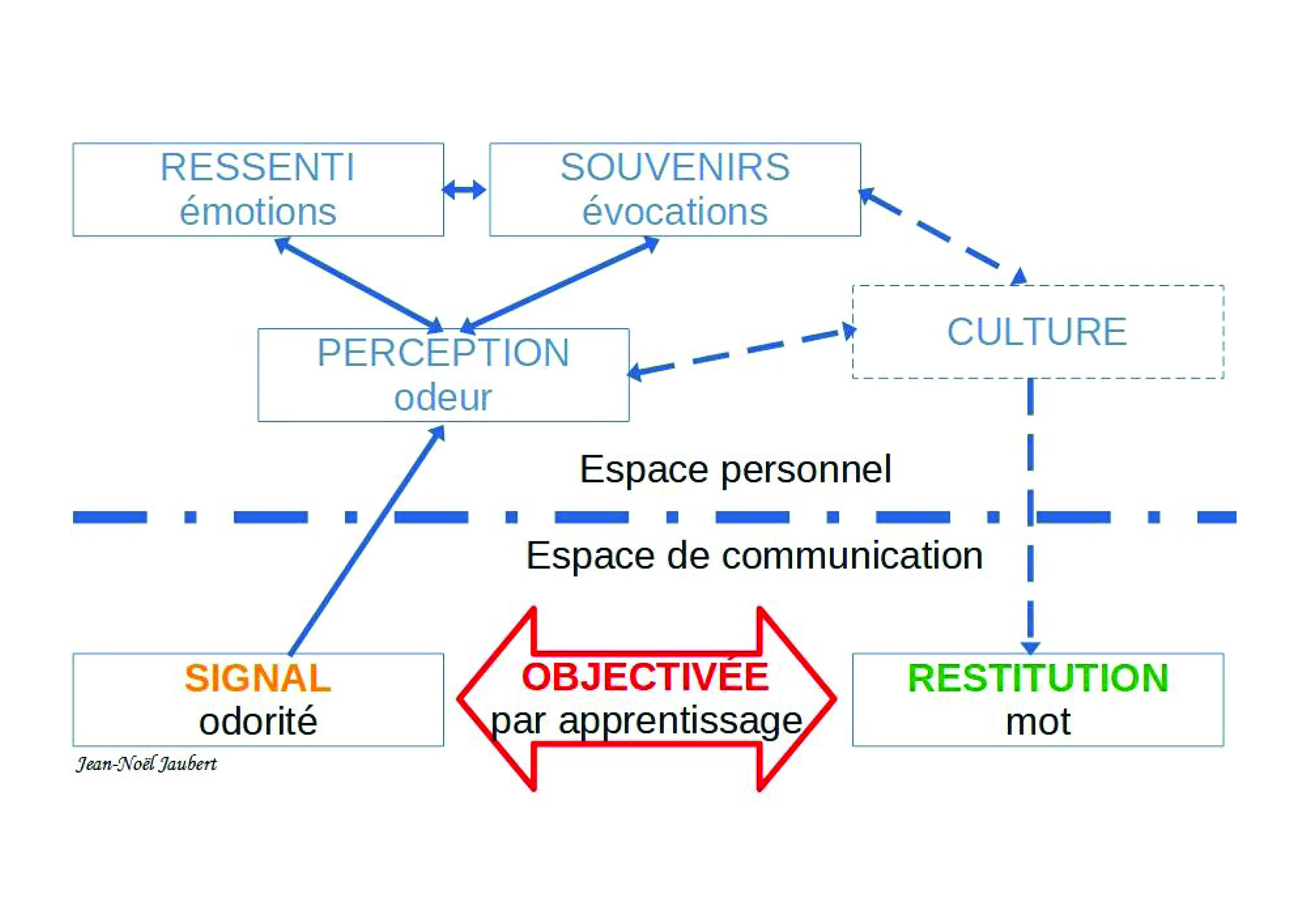
Fig.2 : La relation entre le signal et le mot qui le restitue est rendue objective par un apprentissage systématique. Seul ce doublet est extérieur au sujet et indépendant du fonctionnement et du contenu de son cerveau. Il peut constituer le code de base d'un langage. Imposé à tous, il s'affranchit, en grande partie, de la personnalité du sujet, ses sensibilités, son vécu et ses préférences.

Le principe consiste, pour un sujet, à positionner chacune de ses perceptions de note odorante dans l'espace, soigneusement mémorisé, de ses perceptions de la collection de référents (molécules du champ des odeurs standard et complémentaires) apprise en commun par tous. Il qualifie la note par le référent qui lui parait le moins éloigné... comme cela se fait dans les autres domaines.
Bien entendu l’unicité de ce système, mis à la disposition de tous, garantit des échanges entre tous et, en l'appliquant de la même manière à tout odorant, permet de croiser valablement des résultats, de suivre les évolutions ou de trouver des corrélations objectives avec d'autres données.
Cependant, il faut bien garder à l'esprit que ce mode de description des perceptions olfactives n'est nullement en conflit avec l'usage des évocations que nous avons vu plus haut et qui ont fait l'objet de nombreuses classifications ou catégorisation mais sur des bases psychologiques ou linguistiques. Ces deux approches sont complémentaires et donnent deux regards d'un objet qui ont des intérêts bien distincts. Si l'on en revient au parallèle avec la perception des couleurs, on comprend qu'il est, tout à la fois, possible de décrire la robe de la courtisane dans le tableau "L'Entremetteuse" de Johannes Vermeer (1656) en partageant unanimement le descripteur jaune soufre RAL 1016 ou RGB 241-221-56, non discutable, tandis que chacun garde l'entière liberté de ses appréciations, commentaires, associations ou transpositions qu'il tentera de partager avec son vocabulaire.

## L'analyse olfactive
C'est une partie de l'analyse sensorielle introduite en France vers 1960 dans le domaine de la vision par Félix DEPLEDT, puis développée pour les autres sens. Mais elle demande des ajustements très spécifiques pour répondre au fonctionnement de notre système olfactif. La complexité du signal, sa fugacité et sa fragilité, la variété de capteurs de chacun et les différences de collections de capteurs entre tous, le manque d'éducation olfactive ont conduit Jean- Noël JAUBERT à développer l'"analyse olfactive" avec des procédures permettant de mieux répondre à cette problématique.
En premier lieu, base de l'analyse, elle met à profit le fait qu'avec de l'entraînement, une personne peut reconnaître dans une bouffée odorante plusieurs notes au cours d'une même inspiration. Et en modifiant quelques paramètres, elle peut trouver plusieurs bouffées différentes à partir d'une même source.
Ensuite, le sujet formé doit reconnaître les différentes notes présentes dans une perception et les positionner chacune dans l'espace 3D dévoilé ci-dessus par la recherche des moindres   distances. Notons que cette démarche n'est qu'une activité habituelle de notre cerveau : en dehors de proximités flagrantes, il recherche, dans ce qu'il connaît, ce qui est le "moins pire" communicable pour substituer sa perception. L'absence de similarité laisse une frustration, mais elle aurait demandé un code si compliqué (première voie évoquée au §2) qu'il n'était plus partageable vu les myriades d'odorités que nous sommes capables de distinguer. Comme si nous étions tous tenus d'apprendre la totalité du système RAL [Reichsausschuß für Lieferbedingungen] et plus, pour le domaine des couleurs.
Le positionnement se fait :
- par rapport à une molécule de référence quand les nuances sont mineures,

- entre deux molécules de référence ou entre trois. Sont tout à fait exceptionnels les cas où l'on est obligé de faire appel à une quatrième.

Remarque : certaines molécules sont porteuses de deux notes odorantes simultanées que l'analyste olfactif est capable de distinguer : c'est le cas, par exemple, de la thiomenthone qui peut  se positionner à la fois près de la note l-menthol et de la note disulfure de diméthyle. Sa description contiendra donc les deux notes.
Comme pour l'analyse sensorielle le travail est effectué par un jury de sujets, tous formés aux méthodes et cartographiés sur leurs sensibilités. Il opère en alternant des phases individuelles et d'indispensables mises en commun pour éviter des égarements ou les omissions et prendre en compte les spécificités olfactives personnelles. On peut, avec ce protocole, indiquer, en plus, une estimation des ratios des distances à l'odorité des référents par la "méthode du 9" (chaque sujet dispose de 9 points par molécule testée, à distribuer, en nombres entiers sur les référents concernés). Nous recommandons toujours l'analyse des matrices de résultats par AFC pour retrouver le positionnement final.
Le volet quantitatif de l'analyse olfactive est souvent effectué par le positionnement de l'intensité de la perception du sujet pour chaque note identifiée par rapport à ses perceptions d'une série rangée de concentrations du référent correspondant. Cette série se contente le plus souvent de 1 à 5 points.

## L'apprentissage
L'olfaction fonctionne sur un enchaînement complexe de phénomènes physiologiques que l'homme apprend peu à peu à connaître et, peut-être, à maîtriser. S'il faut au moins 18 mois au jeune enfant pour apprendre à reconnaître les principales couleurs, il lui en faut au moins autant pour les odeurs et il n'est pas exagéré de demander quelques dizaines d'heures à l'adulte pour apprendre un langage olfactif bien plus complexe qui a été complètement omis dans son enfance. Le protocole de formation à cette méthode a ainsi été mis en place.

### Historique
C'est à la fin de l'année 1983 qu'un premier jury est formé pour l'analyse d'arômes alimentaires. Les participants ayant semblé déroutés par la visualisation de la structure en trois dimensions et les dénominations chimiques des molécules, une adaptation est faite : la structure 3D est "écrasée " pour n'avoir plus que deux dimensions et la disposition est aménagée alors pour représenter un orgue de parfumeur; les molécules reprennent un nom trivial. C'est ce format (v2) que dessinera F. LE GOFF (CNRS-Thiais) en 1984 et qui sera utilisé plusieurs années et repris dans différentes représentations.
Mais, dans les formations, la structure 3D est toujours rappelée et les dénominations triviales sont toujours complétées par la locution "...voulant dire odorité de telle molécule ".

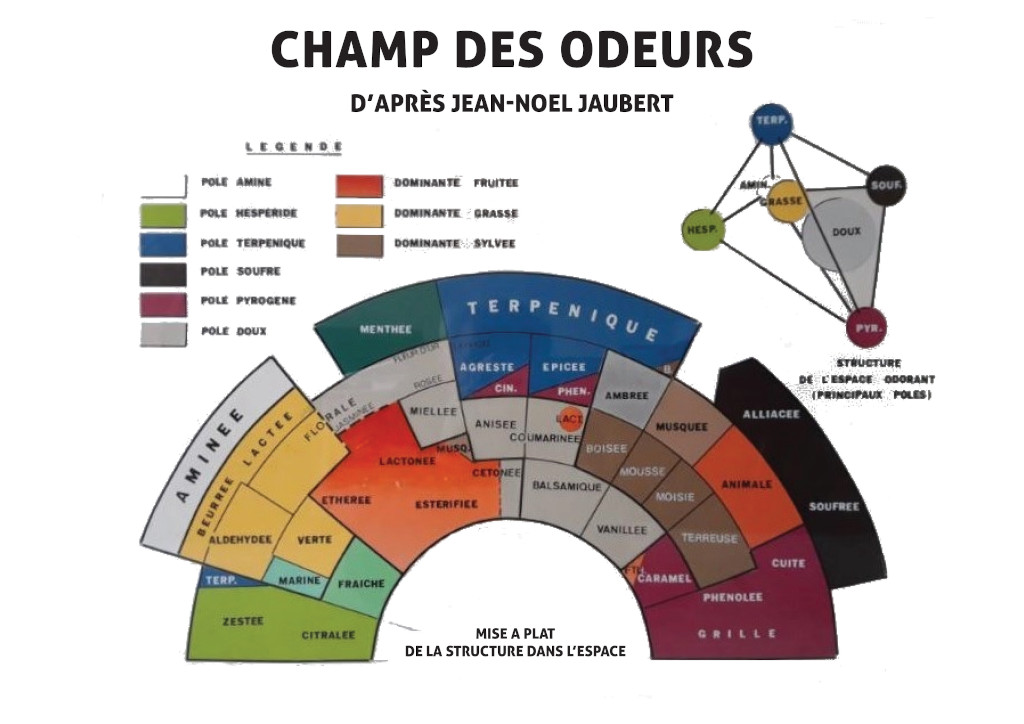
Fig.3 : Représentation du "champ des odeurs" en 1984 : le schéma 3D (en haut à droite) a du être "écrasé" pour donner une représentation en 2D. Des appellations triviales ont remplacé les noms chimiques des molécules. La 2D a conduit à parler de "pôles" et "dominantes" pour que l'utilisateur n'oublie pas de reporter à la 3D. Dans les cases, des renvois colorés permettent de rappeler les liens de la 3D qui ont été cassés.

Ce format, très schématisé, servira aussi à créer le logo "champ des odeurs" déposé en 1995 à l'INPI (n° 95 560 240). Ce logo est, depuis 2010, la propriété de la société BURGEAP. Ginger Groupe
En 1997, la représentation 2D et les dénominations triviales qui conduisaient à des confusions chez les lecteurs, seront définitivement abandonnées au profit d'un retour à la représentation 3D de la figure 1, avec les dénominations chimiques des molécules, plus proche de la réalité, plus pertinente et alors mieux acceptée par tous.
En 1984, ce système entre à l'ISIPCA (Université de Versailles-Saint Quentin en Yvelines).
En 1987 à l'Université de Montpellier (USTL).
En 1989 à l'Université du Havre.
Il est aussi enseigné à l'École Nationale Supérieure de Chimie de Toulouse, l'École de Chimie Physique et Électronique de Lyon, l'Université de Tours, Institut Supérieur d'Agronomie de Beauvais, IUT d'Évreux et bien d'autres formations ainsi que dans de nombreux organismes publics ou entreprises privées... Toutes les tranches d'age ont été concernées puisque des apprentissages ont tout aussi bien été faits dans des classes maternelles qu'auprès de retraités.
Mais les formations sortent aussi de France : Belgique, Brésil, Chine, Corée, Espagne, Inde, République Tchèque, Russie, Suisse, Tunisie. Ceci a permis de confirmer, d'ailleurs, que le "champ des odeurs" passait facilement les barrières des langues et des cultures, alors que nous notions des évocations et des valences hédoniques bien différentes d'un pays à l'autre.

### Principe de la formation
Comme pour toutes les perceptions élaborées, l'olfaction ne peut se développer pleinement qu'avec l'acquisition d'une culture, exigeant naturellement une communication entre les sujets. L'olfaction contraint donc à un apprentissage à la manière de la lecture qui complète valablement la simple vision de serpentins noirs sur un papier blanc ; mais c'est aussi le cas pour la musique, les couleurs, les formes, les saveurs, la parole … avec plus ou moins de facilité. Il est donc vain de penser que les restitutions faites par des sujets à partir de leurs perceptions, puissent être envisagées comme le fruit de simples phénomènes innés ou intuitifs : il reste à travailler.
Pour cette formation, le pédagogue, parfaitement aguerri à cette méthode, prévoit jusqu'à une soixantaine d'heures.
Des connaissances de l'essentiel des mécanismes de l'olfaction sont un préalable indispensable. Il est aussi utile de montrer les différences entre sujets, en particulier, sur leurs sensibilités à diverses molécules odorantes. Puis, le sujet reçoit 46 petits flacons de la collection d'échantillons des molécules de référence en solution (alcool, triacétine…). Il doit mémoriser le code de base indiqué plus haut : c'est-à-dire le lien entre l'odorité des 46 molécules et leurs dénominations, ainsi que la structure de l'espace. L'élève apprend ensuite à positionner une odorité dans cet espace, à la manière dont on peut repérer une étoile dans le ciel par rapport aux moins éloignées des étoiles préalablement connues. Pour cette tâche,, la difficulté est de s'astreindre à la discipline de ne plus faire appel à ses émotions, ses souvenirs ou ses évocations. C'est alors l'occasion d'introduire des molécules référentes complémentaires si leur besoin est avéré dans le travail futur qui sera demandé au sujet. Bien sûr, par la suite, en pratique, on ne fera appel qu'à une sélection plus ou moins limitée de ce code ; mais il reste bon d'avoir une vue d'ensemble du système. Ensuite il apprend à pratiquer l'analyse olfactive : l'aspect qualitatif (discrimination et reconnaissance des notes odorantes présentes dans une bouffée puis dans une matrice ou un espace), et la démarche quantitative. Après quelques exercices réalisés en commun sur des cas concrets, le sujet est prêt à effectuer des analyses, mais un entretien régulier de sa mémoire et de ses aptitudes reste utile.

## Les développements
Outre que ce langage offre une base de culture et d'échange, et permet, tout simplement d'apprendre à sentir , il a permis de trouver de nombreuses applications.

### Dans le monde parfum-cosmétique-arôme
Initialement développée dans le secteur du parfum, cette méthode a permis : 
- de décrire[35], d'analyser[36], de comparer[37] et de contrôler des produits complets[38] ou des préparations odorantes au-delà des classifications habituelles;

- de suivre l'impact de différents facteurs (temps, température, UV...) sur des caractéristiques odorantes d'échantillons ;

- de préparer le squelette d'une composition odorante ou d'un contretype ;

- de réaliser des analyses GC/O efficaces notamment en couplant la méthode de description à partir d'une base objective avec les connaissances de relations structure/activité.

 À noter que le développement initial de cette technique dans ce premier domaine a, semble-t-il, fourni des précisions plus importantes qu'il ne conviendrait pour certaines notes odorantes ; dans l'avenir, un léger allègement pourra être supporté.

### Dans l’environnement: air intérieur et air extérieur
À la fin des années 80 on se rend compte que l'approche des "bonnes odeurs", peut s'appliquer de la même manière aux "mauvaises odeurs", ce qui va donner lieu à de nombreux développements sur l'étude des caractéristiques odorantes de l'air dans l’environnement permettant d'aller beaucoup plus loin que les données quantitatives globales des approches habituelles comme l'olfactométrie.
Ainsi, dès 1989, la méthode utilisant le « champ des odeurs » fera une première tentative sur la qualité de l'air dans l'environnement à propos d'une station d'épuration. Au début des années 90 c'est l'étude de la qualité de l'air dans des véhicules automobiles en statique et en dynamique qui fera appel à cette même démarche .
Dès lors, la méthodologie va se répandre pour tous les types de pollutions osmiques tant en espace confiné qu'à l'extérieur : industries alimentaires, industries chimiques, élevages, traitements des déchets ou des eaux usées, compostage raffineries, automobiles, bâtiments, etc. Des associations de riverains mettent cette approche en application. Les études de la qualité de l'air font appel à une grande diversité d'interlocuteurs ayant des connaissances très diverses. Le Champ des Odeurs permet de leur proposer un langage commun facilitant grandement les échanges.
Des protocoles, tant à l'émission qu'à la réception (ou encore pour le suivi des panaches), ont été adaptés à chaque application : caractérisation de sources, d'entreprises, cartographie de sites,,de villes , de département, de région, traçage et localisation de sources, recherche d'impact, veilles externes(voir tableau 1) et internes, capacité de pollution osmique, caractérisation de la gêne, mesure de l'efficacité des dispositifs de traitement, etc. sans omettre la qualité de l'air intérieur.
Après plusieurs centaines d'études efficaces réalisées au cours de ces trente dernières années, on peut considérer que l'environnement constitue, aussi, un domaine de prédilection à l'emploi du "champ des odeurs".

### Sur les matériaux
Si tous les solides (et les liquides) émettent une tension de vapeur qui peut parfois être odorante, les solides des matériaux peuvent, en plus, constituer des matrices qui transportent d'autres composés odorants libérables selon les circonstances ou encore se dégrader ; la totalité de ces émissions pourront, si elles sont odorantes et en quantité suffisante, interpeller l'odorat du sujet qui y est soumis. C'est donc un problème général qui devient important dans des espaces clos ou avec des objets qui sont manipulés ou portés.
La méthode présentée ici, permet de définir l'empreinte odorante du matériau ou de l'objet, d'identifier les caractères et les composés qui touchent le public, d'apprécier leurs contributions à la qualité de l'air d'un espace donné ainsi que d'observer l'effet de paramètres externes ou de vérifier l'efficacité de toute mesure corrective qui aura été appliquée.

### En recherche
Un travail un peu précis sur les perceptions olfactives demande à être fait par des sujets ayant acquis une formation soignée et complète, et donnant la preuve de leur parfaite maîtrise du système. L'essentiel est que cette méthode présente le très grand avantage de fournir des réponses communes pour une même stimulation pour tous les sujets concernés ce qui devrait faciliter la connaissance tant de la physiologie des sujets que de l'odorité des molécules ainsi que l'action des interférences sur l'odorat.
Le protocole utilisant le "champ des odeurs" et son corollaire en "données de structure/activité" (présentation à venir) permettent de décrire des molécules pour leurs odorités et leurs caractéristiques chimiques. Ils ont mis en évidence que la pureté odorante des molécules était bien éloignée de la pureté chimique ; cela pourrait être à l'origine de beaucoup d'erreurs dans des travaux sur les caractéristiques odorantes des molécules si l'on n'effectue pas tous les contrôles nécessaires préalables.
L'apprentissage par l'humanité à reconnaître, avec le temps, certaines odorités est nécessairement basé sur des caractéristiques physico-chimiques probablement multiples comme le laisse supposer la grande variété de nos capteurs. La bonne maîtrise des réponses objectivées par cette méthode facilite l'identification de ces combinatoires.
Aussi cette méthode permet de préciser et de guider des analyses instrumentales et de progresser dans la connaissance des liens entre tout ce qui peut se rapporter à une odorité : du comportement des personnes, à la chimie des molécules.
Les sciences humaines peuvent aussi mettre à profit ce type d'approche : de la psychophysique aux sciences de la communication.
Dans le domaine de la botanique cette approche permet de compléter la caractérisation précise de plantes ou de champignons.